# Nicolai Worm
Nicolai Worm (* 17. August 1951 in München) ist ein deutscher Ökotrophologe, Ernährungswissenschaftler und Autor verschiedener Bücher und Fachaufsätze zu Ernährungsfragen.

## Leben
Worm studierte in München Ökotrophologie, es folgte die Promotion 1993 an der Justus-Liebig-Universität in Gießen. Zwischen 1979 und 1987 war er Projektleiter eines Forschungsprogramms der EU zum Thema Ernährung und koronare Herzkrankheit. Er war von 1988 bis 2002 Lehrbeauftragter für Sporternährung der Trainerakademie des Deutschen Sportbundes in Köln.
Im Jahre 2009 wurde er zum Professor für Ernährungswissenschaft an der Deutschen Hochschule für Prävention und Gesundheitsmanagement in Saarbrücken ernannt.
Worm lebt in München.

## Leistungen
Worm ist unter anderem Mitglied des wissenschaftlichen Beirates der Deutschen Weinakademie in Mainz und vertritt Deutschland in der Expertengruppe „Ernährung und Gesundheit“ beim Internationalen Weinamt (OIV) in Paris. Im deutschen Fernsehen wurde er durch seine Mitarbeit an der ARD Sendereihe Ernährungswissenschaft für den Hausgebrauch und durch seine zahlreichen Auftritte als Ernährungsexperte in der Reihe Was die Großmutter noch wusste des SWF bzw. des SWR bekannt.
Seit 2003 propagiert Worm die Logi-Methode als Ernährungsempfehlung, die Übergewicht, Insulinresistenz und das Metabolische Syndrom verhindern soll. Dabei spielen der glykämische Index und die glykämische Last der Lebensmittel eine wesentliche Rolle. Von seiner ursprünglichen Position, sie sei eine Erweiterung der Steinzeiternährung, die er im deutschen Sprachraum durch sein Buch Syndrom X bekannt gemacht hat, hat er sich öffentlich seit einigen Jahren distanziert. Die Rationale von LOGI basiert auf aktuellen Studien aus der Epidemiologie und Stoffwechselforschung.
Worm ist in der Fachwelt unter anderem durch seine kritische Position in der Cholesterin-Diskussion und zu einigen Standpunkten der DGE bekannt geworden und betont die Bedeutung evidenzbasierten Herangehens an ernährungswissenschaftliche Fragen. Außerdem wurde er als Kritiker diverser Diät- und Ernährungsempfehlungen bekannt. Er verweist auch auf mögliche Gefahren des Abnehmens bei Menschen, die übergewichtig sind, aber keine gesundheitlichen Störungen aufweisen.
Worm ist Autor und Co-Autor von über 30 wissenschaftlichen Publikationen; sein h-Index beträgt 7.

## Veröffentlichungen
- Der Vitamin- & Mineralstoff-Ratgeber für Sportler, 1986 (mit E. Schröder)
- Ratgeber Ernährung. Ein Wegweiser in die Ernährungsphysiologie, TR-Verlagsunion 1990
- Vergleichsuntersuchung zur körperlichen Leistungsfähigkeit von Veganern, (Ovo-)Lacto-Vegetariern und Gemischtköstlern, 1993
- Täglich Wein. Gesünder leben mit Wein und mediterraner Ernährung, Hallwag Verlag 1996
- Nie wieder Diät, Hallwag Verlag 1999
- Syndrom X oder Ein Mammut auf den Teller! Mit Steinzeitdiät aus der Wohlstandsfalle, Verlag Systemed 2000
- Täglich Fleisch. Auch der Mensch braucht artgerechte Ernährung, Hallwag Verlag 2001
- LOGI-Methode: Glücklich und schlank, Systemed 2003
- Diätlos glücklich: Abnehmen macht dick und krank. Genießen ist gesund, Verlag Systemed 2003
- Low-Carb. Die Ernährungsrevolution. So kochen Sie sich schlank,  Gräfe & Unzer 2004
- Heilkraft D – Wie das Sonnenvitamin vor Herzinfarkt, Krebs und anderen Krankheiten schützt, Systemed Verlag 2009
- Mehr Fett! Warum wir mehr Fett brauchen, um gesund und schlank zu sein. Liebeserklärung an einen zu Unrecht verteufelten Nährstoff, Systemed Verlag, 2010 ISBN 978-3-927372-54-2
- Die Schlafmangel-Fett-Falle ...wie Sie trotzdem gesund und schlank bleiben, Systemed Verlag 2011 ISBN 978-3-927372-94-8
- Menschenstopfleber – die verharmloste Volkskrankheit Fettleber, Das größte Risiko für Diabetes und Herzinfarkt, Systemed Verlag 2013 ISBN 978-3-927372-78-8
- Leicht abnehmen! Geheimrezept Eiweiß – So werden Sie die Pfunde sicher los! Gewicht verlieren mit Eiweiß und Formula-Mahlzeiten. Und dann: Gesund und schlank auf Dauer mit LOGI, Systemed 2014 ISBN 978-3-95814-009-7
- Volkskrankheit Fettleber: verkannt – verharmlost – heilbar, Systemed Verlag 2015 ISBN 978-3-942772-78-5
- Flexi-Carb, riva Verlag 2016 ISBN 978-3-86883-631-8